# Condado de Rutland
El condado de Rutland es un condado del estado de Vermont, Estados Unidos. Tiene una población estimada, a mediados de 2022, de 60 366 habitantes.
La sede del condado es Rutland.

## Historia
El 16 de febrero de 1781 se creó el condado de Rutland a partir del condado de Bennington. Desde el 26 de junio de 1781 hasta el 23 de febrero de 1782, Vermont intentó anexar parte de Nueva York al este del río Hudson (la llamada West Union); los habitantes de la zona favorecían la forma de gobierno del municipio de Vermont, mientras que Vermont esperaba ganar poder de negociación mediante la expansión. Nueva York no perdió el control del área. Durante casi siete meses, el condado de Rutland incluyó parte del condado de Charlotte (ahora condado de Washington), Nueva York.
En febrero de 1783, el condado de Orange ganó las ciudades de Brookfield y Randolph y el condado de Windsor ganó las ciudades de Bethel y Rochester de Rutland. El 18 de octubre de 1785 se creó el condado de Addison a partir de Rutland.
El 27 de febrero de 1787, el condado de Windsor ganó la ciudad de Stockbridge de Rutland. Luego, el 31 de octubre de 1792, Rutland ganó el condado de Windsor cuando se creó la ciudad de Mount Holly y a partir de Jackson's Gore y las ciudades de Ludlow y Wallingford. El condado de Windsor obtuvo Benton's Gore de Rutland el 2 de marzo de 1797.
El 25 de octubre de 1805, el condado de Rutland ganó territorio al condado de Bennington cuando la ciudad de Mount Tabor anexó una parte de la ciudad de Perú. El 29 de octubre de 1806, el condado de Windsor ganó territorio al condado de Rutland cuando la ciudad de Rochester ganó una pequeña área de la ciudad de Pittsfield. El 15 de noviembre de 1813, el condado ganó territorio del condado de Windsor cuando la ciudad de Pittsfield ganó un área pequeña de la ciudad de Stockbridge, un cambio demasiado pequeño para aparecer en los mapas. El 9 de noviembre de 1814, el condado de Addison ganó al condado de Rutland cuando la ciudad de Goshen ganó a la ciudad de Filadelfia.
El 22 de octubre de 1822, el condado ganó territorio al condado de Windsor cuando la ciudad de Pittsfield ganó un área pequeña de la ciudad de Stockbridge. El 3 de noviembre de 1823 volvió a ganar territorio en el condado de Windsor cuando la ciudad de Shrewsbury ganó una pequeña área de la ciudad de Plymouth. El 15 de noviembre de 1824, el condado de Windsor ganó territorio al condado de Rutland cuando la ciudad de Rochester ganó un área pequeña de la ciudad de Pittsfield. El 17 de noviembre de 1825, el condado de Bennington ganó territorio al condado cuando la ciudad de Dorset ganó un área pequeña de la ciudad de Mount Tabor.
El 7 de noviembre de 1839, la Legislatura autorizó al condado de Addison a ganar una pequeña área del condado de Rutland cuando la ciudad de Whiting se beneficiaría de la ciudad de Orwell . Pero no hay evidencia de que el cambio haya entrado en vigor. El condado de Addison ganó la ciudad de Orwell del condado de Rutland el 1 de diciembre de 1847. El 6 de marzo de 1855, el condado de Addison ganó otra pequeña área del condado cuando la ciudad de Goshen ganó "Clemens Land" de la ciudad de Brandon.
El 10 de noviembre de 1870, la Legislatura autorizó al condado de Rutland a ganar una pequeña área del condado de Windsor cuando la ciudad de Mount Holly se beneficiaría de la ciudad de Weston. Pero no hay evidencia de que el cambio haya entrado en vigor. El 7 de abril de 1880, el condado perdió ante el condado de Washington, Nueva York, cuando Nueva York ganó una pequeña área al oeste del pueblo de Fair Haven de Vermont debido a un cambio en el curso del río Poultney, un cambio demasiado pequeño para ver en la mayoría mapas. El 21 de noviembre de 1884, el condado de Windsor ganó una pequeña área del condado de Rutland cuando la ciudad de Stockbridge ganó Parker's Gore. El 8 de octubre de 1895, el condado de Windsor ganó al condado cuando la ciudad de Weston ganó a la ciudad de Mount Tabor.
El condado experimentó el primer brote de poliomielitis en los Estados Unidos en 1894. En unas semanas, 132 personas, en su mayoría niños, quedaron paralizadas. Otros 18 habían muerto.

## Geografía
Según la Oficina del Censo, el condado tiene un área total de 2450 km², de la cual 2410 km² corresponden a tierra firme y 40 km² están cubiertos de agua.

### Condados adyacentes
- Condado de Addison - norte
- Condado de Windsor - este
- Condado de Bennington - sur
- Condado de Washington (Nueva York) - oeste

## Demografía
Según la estimación 2018-2022 de la Oficina del Censo, los ingresos medios de los hogares del condado son de $62,641 y los ingresos medios de las familias son de $85,545. Los ingresos per cápita en los últimos doce meses, medidos en dólares de 2022, son de $36,845. Alrededor del 11.4% de la población está bajo la línea de pobreza nacional.

## Municipios (subdivisiones administrativas)
- Benson
- Brandon
- Castleton
- Chittenden
- Clarendon
- Danby
- Fair Haven
- Hubbardton
- Ira
- Killington
- Mendon
- Middletown Springs
- Mount Holly
- Mount Tabor
- Pawlet
- Pittsfield
- Pittsford
- Poultney
- Proctor
- Rutland
- Shrewsbury
- Sudbury
- Tinmouth
- Wallingford
- Wells
- West Haven
- West Rutland

## Comunidades

### Ciudades
- Rutland

### Villas
- Poultney

### Lugares designados por el censo (census-designated places,CDP)
- Benson
- Brandon
- Castleton
- Castleton Four Corners
- Chittenden
- Danby
- East Poultney
- Fair Haven
- Killington Village
- Middletown Springs
- North Clarendon
- Pawlet
- Pittsford
- Proctor
- Wallingford
- Wells
- West Pawlet
- West Rutland

### Otras localidades
- Belmont